# Ерохин, Виктор Михайлович
Виктор Михайлович Ерохин (род. 16 апреля 1955 года, Москва, РСФСР, СССР) — советский и российский скульптор-медальер, академик Российской академии художеств (2018). Заслуженный художник Российской Федерации (2009).

## Биография
Родился 16 апреля 1955 года в Москве.
В 1975 году — окончил Московское театральное художественно-техническое училище, в 1980 году — окончил Московское высшее художественно-промышленное училище (сейчас Московская художественно-промышленная академия имени С. Г. Строганова), кафедра художественного металла.
С 1980 года — член Союза художников СССР, России, член МСХ и МОСХ.
С 2000 года — главный художник Московского монетного двора.
В 2006 году — избран членом-корреспондентом, в 2018 году — академиком Российской академии художеств от Отделения дизайна.

## Творческая деятельность
Разработал наградную систему для Республики Южная Осетия, денежную (монетную) систему для Республики Абхазия и для Лаосской Народной Демократической Республики.
Автор галереи портретов в медальерном искусстве выдающихся исторических и современных личностей России, архитектурных памятников и значимых событий.
Автор следующих серий монет, медалей:
- медали официальных золотых именных премий Российской академии наук (А. П. Александров, Н. Г. Басов, И. Е. Тамм, Д. В. Скобельцын, А. М. Обухов, А. М. Прохоров, Г. А. Николаев, Г. А. Гамбурцев, М. А. Садовский);
- посвященную 300-летию С-Петербурга;
- официальные награды Архангельской области (полная наградная система);
- медали к международным конкурсам имени П. И. Чайковского, С. Рихтера;
- медали и знаки для международных саммитов с участием России;
- медали, посвященные Государственной Думе и Федеральному Собранию РФ;
- портретные медали для Службы внешней разведки России;
- медали, посвященные Федеральной службе безопасности РФ;
- медаль для встречи президентов России и США, посвященную совместной борьбе против терроризма;
- медали и знаки для Центрального музея ВОВ;
- отдельные памятные медали и серии: «Культурное наследие России»; «Монастыри России»; «Святыни Православия»; «Архангелы»; «Небесные покровители России»; «150 лет со дня открытия Нового Эрмитажа»; «100 лет ГМИИ имени А. С. Пушкина»; «200 лет основания Музеев Московского Кремля»; «250 лет РАХ»; «300 лет М. В. Ломоносова»; «Андрей Рублёв»; «Николай, Юрий и Святослав Рерихи»; «90 лет М. Т. Калашникова»; «И. В. Мичурин»; «В. Маяковский»; «В. Серов»; «К. Коровин»; «С. Поляков»; «А. Ланской»; «И.Кабаков»; медаль-пазл «190лет Гознака» и многие другие.

Автор наградных медалей:
- международная Премия имени А. Пластова;
- Правительства РФ «Лауреат Премии правительства РФ в области культуры»;
- «Лауреат Премии Душа России»;
- «50 лет МОСХА России»;
- «Госпремия Республики Южной Осетии имени К. Л. Хетагурова»;
- «Федерации Мира и Согласия»;
- Патриархии «За Веру и Отечество»;
- наградные медали для нескольких министерств РФ, комитетов и ведомств.

## Награды
- Медаль ордена «За заслуги перед Отечеством» II степени — за большой вклад в развитие отечественной культуры и спорта, многолетнюю плодотворную деятельность[1]
- Благодарность губернатора Архангельской области (2010)
- Заслуженный художник Российской Федерации (21 октября 2009) — за заслуги в области изобразительного искусства[2]
- Благодарность Министра культуры и массовых коммуникаций Российской Федерации (16 января 2006 года) — за цикл почётных знаков к премиям Правительства Российской Федерации 2005 года в области культуры и средств массовой информации[3].
- Орден Почёта Республики Южной Осетии (2006)
- Премия Правительства Российской Федерации в области культуры (2005) — за цикл памятных медалей и монет «Культурное наследие России»[4]